# He’s Out There
He’s Out There (englisch für: Er ist da draußen) ist ein US-amerikanischer Horrorfilm von Quinn Lasher aus dem Jahr 2018.

## Handlung
Laura möchte mit ihrer Familie wie in jedem Jahr in einem abgelegenen Ferienhaus am See Urlaub machen. Sie reist allein mit ihren Töchtern Kayla und Maddie an, ihr Mann Shawn wird nachkommen. Die Kinder folgen kurz nach der Ankunft einem roten Wollfaden in den Wald, wo sie auf einem zu einer Teeparty dekorierten Baumstumpf zwei Cupcakes vorfinden. Während Kayla ihren mit ins Ferienhaus nimmt, um ihn dem Vater zu schenken, isst Maddie den zweiten und zeigt kurz darauf Übelkeit und Atemnot. Schließlich würgt sie ein Stück Stoff mit der Aufschrift „Hello“ aus. Auch der händisch aufgebrochene zweite Cupcake enthält neben einem blauen, wahrscheinlich giftigen Gel eine Botschaft: „Goodbye“. Offenbar wird die Familie von einem Psychopathen belästigt.
Nach Einbruch der Dunkelheit bemerkt Laura, dass das Haus von einem Unbekannten beobachtet wird. Da ihr Mann noch nicht angekommen ist, das Telefon im Haus unterbrochen und ihr Handy aus dem Auto entwendet wurde, versucht Laura mit den Kindern im Auto wegzufahren. Dieses wurde jedoch manipuliert. Auf der Fahrerseite wurden die Radmuttern entfernt, weshalb sich nach dem Anfahren die Räder lösen. Laura und ihre Mädchen flüchten zurück ins Haus und verbarrikadieren sich. Als Shawn ankommt, folgt er ebenfalls einem roten Wollfaden zu dem Baumstumpf, findet das Handy seiner Frau und wird dann von dem seltsam maskierten Unbekannten ermordet, bevor er das Haus erreichen kann. Der Maskierte bringt Laura dazu, die Haustür zu öffnen, indem er Tonbandaufnahmen von einem Telefonat zwischen ihr und ihren Mann abspielt. Als Laura draußen steht, fallen das Tonbandgerät und ihr Mann vor ihre Füße. Der Unbekannte hat Shawn die Augen entnommen und ihn mit der Axt erschlagen. Auch ein hinzu kommender Nachbar, der in der Nacht Lauras Taschenlampenzeichen folgt, wird von dem Unbekannten getötet, bevor er auf Lauras Hilferufe reagieren kann. Dann wird Laura aus dem Haus entführt und im Kofferraum von Shawns Wagen eingesperrt. Als sie fliehen will, wird sie mit einer Axt verletzt. Der Maskierte spürt die Kinder im Haus auf und erklärt, dass er früher im Haus lebte und ein Buch, was von den Mädchen auf der Fahrt gelesen wurde, ursprünglich ihm gehörte. Er betäubt sie mit einem Lappen, der in Chloroform getaucht wurde, um sie dann in den Wald zu verschleppen.
Nach Tagesanbruch bereitet sich der Maskierte vor, die Kinder zu verstümmeln. An dem Baumstumpf mit der Teeparty sieht man vier Holzfiguren, eine davon trägt Shawns Augen und menschliche Arme. An zwei den Mädchen nachempfundenen Holzfiguren kratzt er die Augen heraus und trennt einen Arm ab. Arme und Beine sind aus Stoff, man kann erahnen, dass Augen und diese Körperteile von den Leichen entfernt und an den Figuren befestigt werden. Der Maskierte geht dann mit der Axt auf die gerade aus der Betäubung erwachenden Kinder zu und will Kayla einen Arm abschlagen, als ihn Musik ablenkt. Er folgt den Tönen zu dem Auto, wo Laura sich nicht mehr befindet. Im Kofferraum liegen ein Teddy und eine rosa Spieluhr, die die Musik spielt. Laura hat sich befreien können. Während der Maskierte von der Spieluhr abgelenkt wird, greift sie ihn von hinten an, und es kommt zu einem längeren Kampf, bis sie ihn schließlich mit seiner Axt niederschlagen kann. Der Film endet damit, dass sie schwerverletzt in den Wald geht, ihre Töchter einsammelt und mit den Mädchen im Wagen ihres Mannes davonfährt. Als Kayla sich umdreht, stellt sie fest, dass der Maskierte totgeglaubte nicht mehr auf dem Boden liegt.

## Rezeption
„Das Prinzip ist mittlerweile altbekannt, aber funktionieren tut es immer noch, wenn es entsprechend umgesetzt und verpackt wird. Hier stimmt beides: Im Mittelpunkt des Home-Invasion-Thrillers steht die schwer angesagte Yvonne Strahovski, bekannt aus den Erfolgsserien „Dexter“ und „The Handmaid’s Tale“, die in dem kompetent realisierten Regiedebüt von Quinn Lasher auch als Scream Queen eine gute Figur abgibt. Das Drehbuch...“

„He’s Out There ist ein wenig bemerkenswerter Horrorfilm über eine Frau und ihre beiden Kinder, die in einem abgelegenen Haus von einem maskierten Mörder gejagt werden. Das bewährte Setting und vereinzelt gemeine Einfälle sind dabei nicht genug, um gegen die Langeweile anzukommen, die in dem unentschlossenen Wegwerfstreifen tödlicher ist als der Antagonist.“